# Losseni Konaté
Losseni Konaté est un ancien footballeur professionnel ivoirien, né le 29 décembre 1972.
Il évoluait au poste de gardien de but.

## Carrière
Joueur le plus titré du championnat de Côte d'Ivoire. 13 ans et 12 titres de champion de Côte d'Ivoire

### En club
- Joueur
- 1989-2003 : ASEC Mimosas Abidjan (1re Ligue - Côte d'Ivoire)
- 2004 : USM Monastir (1re Ligue - Tunisie)
- 2005 : JJK Jyväskylä (1re Ligue - Finlande)
- 2006-2007 : US La Ravoire  entraineur et joueur (France)
- 2008 : Bangpra Fc  entraineur et joueur (Thaïlande ligues)
- Entraîneur de gardien de but
- 2009 : TOT fc  (Thailande)
- 2010 : Buriram Pea (Thailande )
- 2011 : TOT FC (Thailande )
- 2012 : Yangon United Fc ( Myanmar )
- 2013 : Yangon United Fc ( Myanmar ) - Shenzhen ruby (Chine)
- 2014 : Bec Tero Sasana Fc ( Thailande )
- 2015 : Bec Tero Sasana Fc ( Thailande )
- 2016 : Chonburi Fc ( Thailande )
- 2017 : Yanbian Beiguo ( Chine )
- 2018 : Yanbian Beiguo ( Chine )
- 2019 : Yanbian Beiguo (Chine )

### Internationale
- 87 sélections en équipe nationale de Côte d'Ivoire

## Palmarès

### Club
- 13 fois champion de Côte d'Ivoire avec l'ASEC Mimosas Abidjan de 1989 à 2003
- Vainqueur de la Ligue des Champions de la CAF en 1998
- Finaliste de la Ligue des Champions de la CAF en 1995
- Élu meilleur gardien de Côte d'Ivoire en 1994 et 1998 / Ballon d'or en 1994
- 6 fois vainqueur de la Coupe Nationale de Côte d'Ivoire

### Internationale
- 2 participations à la Coupe du monde en Cadet (1987 médaille de Bronze ) et en Junior (1991)
- 5 participations à la Coupe des Nations Africaines en 1992, 1994, 1996, 1998 et 2002, dont 1 fois vainqueur en 1992 au Sénégal.